# 石川洋司
石川 洋司（いしかわ ようじ、1935年 （昭和10年）7月10日 - ）は日本の写真家。
少女ヌード作品の第一人者として知られる。日本写真家協会会員。

## 来歴
1935年、東京都に生まれる。
中学生の頃からカメラに触れ始め、高校に入ると風景写真などを撮るように。
高校を卒業後、エスカレーター式で慶応義塾大学法学部に進学。大学2年の頃、新聞の求人広告で早田雄二が募集をかけているのを偶然目にし、採用試験を受けに行き合格。早田雄二フォトスタジオにアシスタントとして入社する。石川の他には、後に宝石などの貴金属を中心とした写真家となる大久保泰伸が採用された。
1959年、『アマチュア・カメラ』の表紙写真を撮影。これが写真家としてのデビューとなる。
1961年、フリーランスに。独立後は『漫画讀本』（文藝春秋社）のグラビア、建築や自動車の広告を手がける。
1973年頃から、ヨーロッパでの仕事が増え始め、1975～76年頃に受けたベルギーでの親子ヌードの仕事をきっかけに、裸を自由に撮れる対象は少女ではないかと思い始める。
1979年、ベルギーのエージェントが開いた少女モデルのオーディションで、11歳のソフィーと出会い、彼女が16歳になるまで撮り続ける。
1980年、アシスタントとしてベルギー在住のイタリア人エンゾー（ENZO CRISTOF ALETTI）を採用。
1981年、銀座の小西六ギャラリーで『妖精ソフィ』の写真展を開催。毎日新聞社の招聘でソフィが来日した。
ソフィとの出会い以降は、ベルギーを中心にヨーロッパの少女ヌード写真を撮り続け、ビデオにも進出する。
2010年代以降は、kindleで作品を発表していた。

## 人物
既婚者で、息子と娘がいる。
趣味はラジコン作りと車の収集。
少女ヌードで撮りたいのは純粋ゆえのセクシーさで、理想の年齢は9～12歳。日本の少女にはあまり興味がない。
少女写真のブームに対しては、ワレメが見える見えないなど、曲解されて読者に見せられているものもあるとし、あくまで重要なのは"自然"かどうかであると苦言を呈している。

## 作品

### 写真集
- les Petites Fees プチフェ ヨーロッパの小さな妖精たち （1979年11月、岩波企画）
- 石川洋司写真集 少女（1979年12月、三樹書房）
- poupee プーペ 戯れる少女たち（1980年、世文社）
- 愛の妖精ソフィ 石川洋司写真集（1980年5月、三樹書房）
- 妖精ソフィ 石川洋司写真集 森茉莉・文（1981年6月、毎日新聞社）カメラ毎日別冊・カメラ毎日創刊27周年記念
- DE DOS 石川洋司プライベートフォト うしろから… （1982年1月、ダイナミックセラーズ）
- まだ、少女  ナンシーと青い瞳の天使たち（1982年11月 、辰巳出版）
- ソフィ16歳の青春 石川洋司写真集（1984年11月 、駿河台書房）
- レティシア遊戯 石川洋司写真集（1984年12月、駿河台書房）
- ヴァネッサ稲妻 石川洋司写真集（1985年1月、駿河台書房）
- 愛の妖精ソフィ 石川洋司写真集（1985年1月、駿河台書房）
- 愛しのナディア 石川洋司写真集（1985年3月、駿河台書房）
- 地球美人 [妖女たまき]（1985年10月、ミリオン出版）
- 美里真千子18歳 MINT VACATION（1986年、白夜書房）
- ソフィー・グラフィティー 石川洋司写真集（1987年10月、大陸書房）
- 詩少女 中野佑紀 詩,石川洋司 写真（1992年5月、鷹書房弓プレス）
- les Petites Fees プチフェ ヨーロッパの小さな妖精たち 復刻版（1992年11月）
- ヌー 25周年記念石川洋司写真集（1993年6月、風雅書房）
- Hip!（1993年9月、風雅書房）
- ヴィエルジュ ヨーロッパの美少女たち（1993年10月、ブックマン社）
- 石川洋司写真集 モナーム 北欧の天使（1994年2月、風雅書房）
- ヨーロッパの妖精たち プライベートフォトブック（1994年3月、ブックマン社）
- プライベートルーム20（1994年4月、ブックマン社）
- ヨーロッパの妖精たち2 プライベートフォトブック（1994年7月、ブックマン社）
- プライベートルーム21 ヨーロッパの女学生ヌード（1994年10月、風雅書房）
- 少女神話ソフィー（1994年11月、ブックマン社）
- 愛人 アマンダ 石川洋司写真集（1995年1月、風雅書房）
- 十代 石川洋司写真集（1995年4月、風雅書房）
- まだ、少女 ナンシーと青い瞳の天使たち（1995年、辰巳出版）
- 少女S ソフィーと秘密の園の天使たち（1995年8月、辰巳出版）
- 少女の夢 ヴェラと最後の楽園の天使たち（1995年、辰巳出版）
- 11人の天使たち 石川洋司写真集（1996年1月、風雅書房）
- G.BACK（1997年9月、辰巳出版）
- 脱ぐ着る 石川洋司写真集（1998年12月、メディアックス）
- poupee プーペ 戯れる少女たち（1999年5月、綜合図書）

### 著書
- 少女物語 石川洋司の少女写真術（1981年10月、ダイナミックセラーズ）

### ビデオ
- ナンシーのささやき（日本ビデオ映像）
- 夢の中のナタリー（日本ビデオ映像）
- 石川洋司ビデオディスク写真集（日本ビクター）